# Raimund Kull

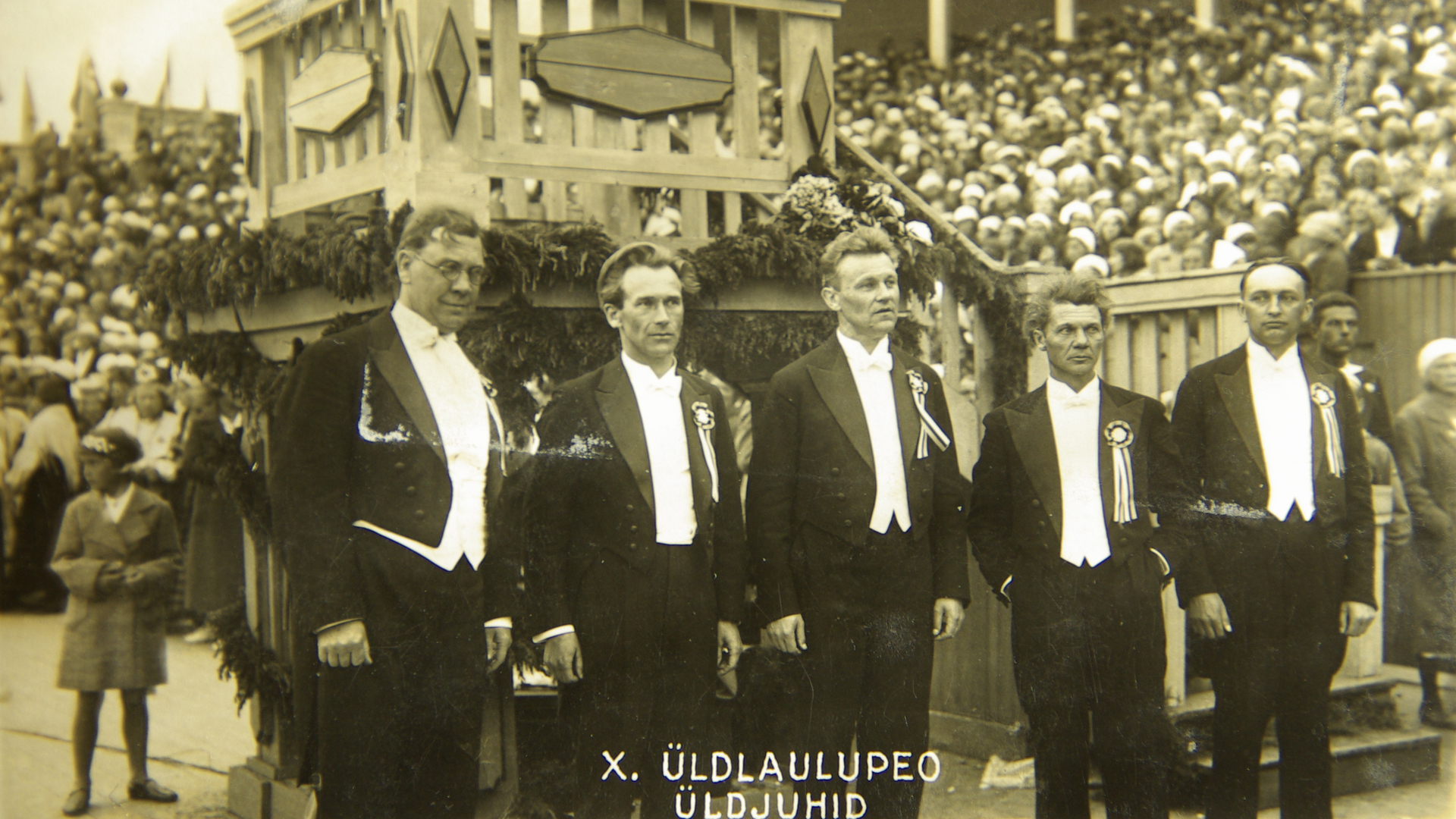
Die Dirigenten des X. estnischen Sängerfests 1933. Von links: Raimund Kull, Tuudur Vettik, Juhan Aavik, Juhan Simm und Verner Nerep.

Raimund Kull (* 21. Septemberjul. / 3. Oktober 1882greg. in Narva; † 10. Oktober 1942 in Tallinn) war ein estnischer Komponist und Dirigent.

## Leben
Raimund Kull schloss 1906 sein Studium im Fach Posaune am Sankt Petersburger Konservatorium bei Franz Türner (1831–1909) ab. Anschließend war er als Dirigent verschiedener Orchester im gesamten russischen Reich, vor allem aber in Sankt Petersburg, Kasan und in Rostow am Don tätig. Von 1912 bis 1920 war Kull als Nachfolger von Adalbert Wirkhaus Chefdirigent des Konzert- und Opernhauses Estonia in Tallinn, ab 1920 Dirigent und ab 1930 dessen musikalischer Leiter.
Von der staatlichen Unabhängigkeit Estlands 1918 bis 1927 leitete Kull das Orchester der estnischen Marine. Von 1934 bis 1939 war er Dirigent des staatlichen estnischen Rundfunkorchesters.
1919 war Raimund Kull einer der Mitbegründer des Tallinner Konservatoriums. Ab 1929 war er dort als Dozent für das Fach Posaune tätig, seit 1937 im Rang eines Professors. Er war einer der Dirigenten auf dem IX. (1928), X. (1933) und XI. estnischen Sängerfest (1938), eine der höchsten Auszeichnung im Kulturkalender Estlands.
Raimund Kull liegt heute auf dem Waldfriedhof Tallinn begraben.

## Kompositionen
Raimund Kull ist auch durch seine Kompositionen bekannt geworden. Zu den bekanntesten Stücken gehören das sinfonische Bild Kriuša lahing (1920), der Marsch Kodumaa nach einem Text von Mihkel Veske, die Fantaasiakapriis und die Nocturne für Violine und Klavier sowie einige Lieder für Männerchor.

## Privatleben
Lebensgefährtin von Raimund Kull war die Theater- und Filmschauspielerin Liina Reiman (1891–1961), die nach Kulls Tod 1943 nach Finnland auswanderte.